# Campeonato de España de Clubes de Baloncesto U17 Femenino
El Campeonato de España de Clubes U17 de 3x3 Femenino es una competición nacional organizada por la Federación Española de Baloncesto (FEB) que reúne anualmente, desde 2023, a los mejores equipos sub-17 del país en la modalidad 3x3. Se disputa junto a la categoría masculina en una sede única durante un fin de semana y se emite a través de las plataformas de la FEB.

## Formato de competición
La FEB convoca 40 equipos por categoría. Participan:
- Los 19 campeones y 19 subcampeones de las federaciones autonómicas.
- Un tercer clasificado de la federación sede.
- Un tercer clasificado de la federación del mejor equipo de la edición anterior.

Cada federación puede clasificar un máximo de 3 equipos; las vacantes por renuncia se reasignan según las Bases.
El torneo se organiza en dos fases:
- Fase de grupos: 8 grupos (A–H) de 5 equipos, liguilla a una vuelta.
- Fase final: Los primeros de cada grupo disputan cuartos de final, semifinales, final y partido por el 3.º puesto.

## Sedes y ediciones
| Ed. | Año  | Sede                           | Resultado | Oro                 | Plata              | Bronce            |
| --- | ---- | ------------------------------ | --------- | ------------------- | ------------------ | ----------------- |
| I   | 2023 | Cala Millor (Mallorca)         | 14–8      | Easo Ibaeta Basket  | Barça CBS S. Feliu | Femenino Alcorcón |
| II  | 2024 | Punta Umbría (Huelva)          | 21–7      | Mataró Pando 3x3    | Ponce Valladolid   | CTEIB U17         |
| III | 2025 | Cuenca (Pabellón San Fernando) | 16–8      | Casademont Zaragoza | Ponce Ginemédica   | CTEIB1            |

## Palmarés por clubes
| Club                | Títulos | Años |
| ------------------- | ------- | ---- |
| Easo Ibaeta Basket  | 1       | 2023 |
| Mataró Pando 3x3    | 1       | 2024 |
| Casademont Zaragoza | 1       | 2025 |